# Consonância e dissonância
Em música, uma consonância (do latim consonare, significando soar junto) é uma harmonia, um acorde ou um intervalo considerado estável, em relação a uma dissonância que é considerada instável. A definição mais restritiva de consonância pode ser aqueles sons que são agradáveis enquanto que a definição geral inclui quaisquer sons que forem usados livremente.

## Consonância
Consonância pode ser definida de várias maneiras:
- Razão entre frequências: as razões de menores números inteiros sendo mais consonantes do que as de número maior (Pitágoras). Muitas dessas definições não exigem afinações inteiras exatas, apenas uma aproximação.
  - Coincidência dos harmônicos: consonância é a maior coincidência dos harmônicos ou dos parciais  (ondas parciais ou componentes[1]) (coletivamente sobretons–Helmholtz). Segundo esta definição, a consonância não é dependente apenas do intervalo entre duas notas, mas dos parciais e, portanto, da qualidade do som (timbre) das próprias notas.
  - Fusão ou coincidência de padrões: os fundamentais podem ser percebidos pela coincidência de padrões na análise individual dos parciais  para formar um modelo que melhor se ajuste harmonicamente (Gerson & Goldstein, 1978) ou pelos sub-harmônicos mais apropriados (Terhardt, 1974). Os harmônicos também podem ser juntados perceptivelmente numa única entidade, com as consonâncias sendo aqueles intervalos que são propensos a serem mais facilmente confundidos com os uníssonos, os intervalos justos, por causa das múltiplas estimativas dos fundamentais, que ocorrem nos intervalos justos, para um tom harmônico (Terhardt, 1974). Segundo estas definições, os parciais inarmônicos, que de outra maneira seriam espectros harmônicos, são processados separadamente (Hartmann et al., 1990), a menos que a frequência e a amplitude sejam moduladas de maneira coerente com os parciais harmônicos (McAdams, 1983).  Para algumas dessas definições, a atividade neural (ver a seguir) fornece os dados para a identificação dos padrões. (Por exemplo,  Moore, 1989; pp. 183–187; Srulovicz & Goldstein, 1983).
  - Duração do período ou coincidência com o disparo neural: com a duração do disparo neural periódico, resultante do estímulo feito por duas ou mais ondas, números inteiros mais baixos criando períodos menores ou comuns ou maior coincidência entre o disparo neural e, portanto, consonância (Patternson, 1986; Boomsliter & Creel, 1961; Meyer, 1898; Roederer, 1973, p. 145-149). Tons puros estimulam o cérebro, que responde exatamente com o mesmo período ou com múltiplos do período do tom puro produzido.
- Banda crítica: Consonâncias são alturas bem distantes das bandas críticas.

Considerando os conceitos da música desde o período barroco, os intervalos consonantes incluem:
- Consonâncias perfeitas:
  - uníssonos e oitavas; e
  - quartas e quintas justas
- Consonâncias imperfeitas:
  - terças maiores e sextas menores; e
  - terças menores e sextas maiores

Este conceito está de acordo com o que se ensina nas primeiras aulas de teoria musical, mas intervalos tais como terças e sextas, no passado, foram considerados dissonâncias proibidas. As consonâncias podem ser usadas livremente sem necessidade de alguma preparação e podem ocorrer nos tempos fracos ou fortes.

## Dissonância
Em música, dissonância é a qualidade dos sons parecerem "instáveis" e de terem uma necessidade natural de serem resolvidos para uma consonância estável. Tanto consonância como dissonância são palavras aplicáveis à harmonia, acordes e intervalos e, por extensão, à melodia, e mesmo ao ritmo e à métrica. Conquanto haja fatos neurológicos e físicos ponderosos, importantes para se entender a ideia de dissonância, a definição precisa de dissonância é condicionada culturalmente –  definições de e convenções sobre o uso, relativas à dissonância, variam muito entre os diferentes estilos, tradições e culturas musicais. Entretanto, as ideias básicas de dissonância, consonância e resolução existem de alguma forma em todas as tradições musicais que têm um conceito de melodia, harmonia e tonalidade.
Mais confusão sobre a ideia de dissonância é criada pelo fato dos músicos e escritores algumas vezes utilizarem a palavra "dissonância" e  seus termos relacionados  de uma maneira precisa e cuidadosamente definida, mais  frequentemente de maneira informal e com mais frequência ainda, num sentido metafórico ("dissonância rítmica"). Para muitos músicos e compositores, as ideias básicas de dissonância e resolução são vitalmente importantes, pois são ideias que revelam em vários níveis o seu (dos compositores e músicos) pensamento musical.
A despeito do uso frequente de palavras como "desagradável" e "irritante" para explicar o som resultante da dissonância, a verdade é que toda a música  composta numa base tonal e harmônica – mesmo música que geralmente é percebida como harmoniosa – incorpora um certo grau de dissonância. A construção e alívio de uma tensão na música (dissonância e resolução), que pode ocorrer em todos os níveis, do sútil ao mais denso, é o que é, em grande escala, a principal responsável pelo que muitos ouvintes percebem como beleza, emoção e expressão em 

### Dissonância e estilo musical
O entendimento do tratamento dado à dissonância por certo estilo musical – o que é considerado dissonante e que regras ou procedimentos governam como os intervalos dissonantes, acordes ou notas são tratados – é a chave para se entender um estilo específico. Por exemplo, do período barroco até o romantismo, a harmonia, geralmente, era governada pelos acordes, que são conjuntos de notas geralmente consideradas consonantes, embora mesmo dentro deste sistema harmônico haja uma hierarquia dos acordes com alguns sendo considerados relativamente mais consonantes e outros relativamente mais dissonantes. Qualquer nota que não se enquadre na harmonia prevalecente é considerada dissonante. Uma atenção especial é dada a como se chegar à dissonância. Chegar a ela por intervalos de segunda é considerado menos "irritante" do que se for utilizado um intervalo de quinta ou maior. Mais atenção, ainda, é dada a como elas são resolvidas (quase sempre com intervalos de segunda), em como elas são colocadas na métrica e no ritmo (dissonâncias nos tempos fortes são consideradas mais fortes do que as inseridas nos tempos fracos, consideradas menos vitais) e onde elas aparecem na frase (as dissonâncias tendem a resolver no final da frase). Em resumo, as dissonâncias não são utilizadas de qualquer maneira, mas, antes, são utilizadas de uma maneira bastante cuidadosa, controlada e bem circunscrita. A interação sutil entre os diversos níveis de dissonância e resolução é vital para se entender a linguagem tonal e harmônica de cada período.

### A dissonância através da história da música ocidental
As dissonâncias têm sido entendidas e escutadas de maneiras diferentes nas diversas tradições, culturas, estilos e períodos musicais. Relaxamento e tensão têm sido usados como analogia desde os tempos de Aristóteles até os nossos dias.
No início do Renascimento, intervalos como, por exemplo, a quarta justa, eram considerados como grandes dissonâncias que deviam ser imediatamente resolvidas. A regola delle terze e seste ('"regra das terças e sextas"), exigia que as consonâncias imperfeitas fossem resolvidas por uma consonância  perfeita de um semi intervalo de segunda maior numa voz e e por um intervalo de segunda maior na outra (Dahlhaus 1990, p. 179). O Anônimo 13 permitia duas ou três consonâncias imperfeitas, o Optima introductio três ou quatro e o Anônimo 11 (século XV) quatro ou cinco. Por volta do final do século XV, as consonâncias imperfeitas não eram mais consideradas "sonoridades tensas", mas "sonoridades independentes", como evidenciado pelo argumento de Adam von Fulda, permitindo suas sucessões, conforme registrado por Gerbert:
| “ | Embora os eruditos no passado proibissem todas as sequências com mais de três ou quatro consonâncias imperfeitas, nós, que somos mais modernos, as permitimos. | ” |

No período que cobre o século XVII até o fim do século XIX, se exigia que toda a dissonância fosse preparada e, em seguida, resolvida, ocorrendo nos tempos (batidas) fracos e, rapidamente, abrindo ou retornando para uma consonância. Havia, também uma diferença entre dissonância harmônica e melódica. Os intervalos de dissonância melódica incluem o trítono e todos os intervalos aumentados e diminutos. Os intervalos harmônicos dissonantes incluem:
- segunda menor e sétima maior; e
- quarta aumentada e quinta diminuta (trítono).

Portanto, a história da música ocidental pode ser interpretada como iniciando com uma definição bastante limitada de consonância e progredindo em direção a uma definição cada vez mais ampla. Na história antiga, apenas os intervalos baixos na série de sobretons eram considerados dissonâncias. À medida que se avançava no tempo, mesmo intervalos mais altos na série de sobretons passaram a ser considerados consonantes. O resultado final desta corrente de eventos foi, nas palavras de Arnold Schönberg, a emancipação da dissonância por alguns compositores do século XX. O compositor americano do início do século XX Henry Cowell via o bloco sonoro (tone clusters) como o uso de sobretons cada vez mais altos.
Apesar desta ideia da progressão histórica da aceitação de níveis cada vez maiores de dissonância ser algo simplificada e excluir desenvolvimentos importantes na história da música ocidental, a ideia geral se mostrou atraente a muitos compositores modernistas do século XX e é considerada uma metanarrativa do modernismo musical. Exemplo de dissonância modernista é o excerto da Dança Sacrificial da Sagração da Primavera, de Igor Stravinsky, .

### A base objetiva (física/fisiológica) da dissonância
Os estilos musicais são como idiomas no sentido de que certos fatos físicos, fisiológicos e neurológicos criam conexões que afetam enormemente o desenvolvimento de todas as linguagens. Não obstante, culturas e tradições diferentes têm incorporado as possibilidades e limitações criadas por tais fatos neurológicos e físicos a uma vasta gama de sistemas vivos da linguagem humana. Não se deve minimizar a importância dos fatos subjacentes, nem a importância da cultura, ao atribuir um significado específico a esses fatos.
Por exemplo, duas notas tocadas simultaneamente mas com frequências ligeiramente diferentes  produzem um batimento sonoro perfeitamente audível. Alguns estilos musicais consideram esse efeito objetável ("desafinado") e fazem todos os esforços para eliminá-lo. Outros estilos musicais consideram este som uma parte atraente do timbre musical e igualmente  envidam todos os esforços em criar instrumentos que tenham essa leve "aspereza" como uma propriedade de seu som (Vassilakis, 2005)
A dissonância sensorial e sua manifestações perceptivas (batimento sonoro e aspereza) estão intimamente relacionadas às flutuações de amplitude do sinal sonoro. Flutuações na amplitude descrevem variações no valor máximo do sinal sonoro (amplitude) em relação a um ponto de referência e são resultantes da interferência entre as ondas sonoras. O princípio da interferência define que as amplitudes de duas ou mais fontes vibratórias combinadas (ondas sonoras) pode resultar numa amplitude maior do que as amplitudes das fontes vibratórias (interferência construtiva) ou menor (interferência destrutiva), dependendo da relação entre suas fases. Duas ou mais fontes vibratórias (ondas) com frequências diferentes, oscilando periodicamente, produzem alternadamente interferências construtivas e destrutivas, gerando o fenômeno conhecido como flutuação da amplitude (a amplitude aumenta e diminui em ciclos correspondentes às interferências que ocorrem entre as fontes vibratórias).
As variações de amplitude podem ser enquadradas em três categorias perceptíveis, superpostas, relacionadas às taxa de variação da flutuação. Flutuações lentas da amplitude (≈≤20 por segundo) são percebidas como variações de sonoridade chamadas de batimentos sonoros. À medida que aumenta a taxa de variação da amplitude, ou seja a velocidade com que a amplitude muda de valor, o som resultante parece ser constante para o ouvinte e é percebido como uma aspereza. Se a velocidade de variação da amplitude aumenta ainda mais, a aspereza atinge uma tensão máxima e, a seguir, diminui gradualmente até desaparecer (≈≥75-150 flutuações por segundo, dependendo da frequência dos tons interferentes).
Supondo que, conforme indicado pela lei acústica de Ohm (ver Helmholtz, 1885; plomp, 1964), o ouvido realize uma análise de frequência dos sinais que chega até ele,  as categorias perceptuais descritas acima podem ser diretamente relacionadas à largura de banda de filtros de análise hipotéticos (Zwicker et al. 1957; Zwicker 1961). Por exemplo, no caso mais simples de flutuações de amplitude resultantes da adição de dois sinais senoidais com frequências f1 and f2, a velocidade de variação das frequências (taxa de variação) é igual à diferença entre os dois senos |f1-f2| (largura de banda do filtro hipotético), e as afirmações a seguir podem ser consideradas válidas:
a) Se a velocidade de flutuação for menor do que a largura de banda do filtro, só é percebido um tom ou com batimento sonoro ou com aspereza;
b) Se a velocidade de flutuação for maior do que a largura de banda do filtro, então é percebido um tom complexo, associado a uma ou mais alturas, mas que, geralmente, não apresenta batimento sonoro ou aspereza.
Junto com a taxa de flutuação da amplitude, o segundo parâmetro mais importante do sinal, relacionado com a percepção do batimento sonoro e da aspereza, é o grau de variação da amplitude do sinal (o quanto a amplitude varia), isto é a diferença (distância) entre os picos e vales de um sinal (Terhardt 1974; Vassilakis 2001). Este grau de variação depende dos valores das amplitudes individuais dos componentes do espectro do sinal, com os tons de interferência  de mesma amplitude, resultando nas maiores  flutuações e, portanto, nos maiores batimentos sonoros e asperezas.
No caso de taxas de flutuação comparáveis com a largura de banda do filtro audível, o grau (intensidade), a taxa (velocidade de variação) e a forma das flutuações da amplitude, são variáveis  que são manipuladas por músicos de várias culturas para explorar as sensações de batimento sonoro e aspereza, fazendo da variação da amplitude  uma ferramenta importante na produção do som musical. Por outro lado,  quando não há um batimento sonoro ou uma aspereza pronunciada, o grau (intensidade), a taxa (velocidade de variação) e a forma das flutuações complexas de amplitude, são variáveis que continuam a ser importantes devido às suas interações com os componentes do espectro do sinal. Esta interação se manifesta perceptualmente em termos de variações de altura ou timbre junto com a introdução de combinações de tonalidades (Vassilakis, 2001, 2005, 2007).
As sensações de batimento sonoro e aspereza, associadas a certos sinais complexos são, portanto, frequentemente entendidas em termos de interações do componente senoidal dentro da mesma faixa de frequência do filtro auditivo hipotético, chamado de banda crítica.
Dois tons movendo-se de uma 2ª maior para um uníssono.ⓘ
- Razões entre frequências: Razões com números inteiros maiores são mais dissonantes do que as razões com números menores (Pitágoras).

| Tons Divergentes |
| Dois tons senoidais divergentes.ⓘ Dois tons divergentes com onda em forma de dente de serra.ⓘ A base física para a observação de Pitágoras pode ser constatada na análise espectral acima e no arquivo sonoro acompanhante. Nos pontos em que as razões das frequências dos tons envolvidos são números simples (indicados pelas setas no topo do gráfico), os sobretons são mais ordenados e mais simples. A maioria dos ouvintes percebeque o tom do intervalo, nestes pontos são mais "puros" ou "harmoniosos". Diferentemente, quando a razão entre as frequências não são números inteiros, a situação do sobretons parece complexa e caótica na análise espectral. A maioria dos ouvintes percebe que os intervalos nestes pontos são mais "ásperos" ou mais "desarmônicos". |

- No ouvido humano o efeito dessas razões diferentes podem ser percebidas por meio de um dos seguintes mecanismos:
  - Fusão ou coincidência de padrões: as frequências fundamentais podem ser percebidas por meio de uma coincidência de padrões dos parciais analisados separadamente para melhor se ajustar a um modelo harmônico exato (Gerson & Goldstein, 1978) ou sub-harmônico (Terhardt, 1974); ou os harmônicos podem ser perceptivelmente fundidos, transformando-se numa entidade única, com as dissonâncias sendo os intervalos menos propensos a serem confundidos com o uníssono, os intervalos imperfeitos, devido às múltiplas estimativas, nos intervalos perfeitos, dos fundamentais, para um tom harmônico (Terhardt, 1974). Segundo essas definições, os parciais inarmônicos dos espectros harmônicos, usualmente são processados separadamente (Hartmann et al., 1990), a menos que as frequências e as amplitudes tenham sido moduladas de forma coerente com os parciais harmônicos (McAdams, 1983). Para algumas dessas definições, conforme mostrado a seguir, o disparo neural fornece os dados necessários para se processar a coincidência de padrões (e.g., Moore, 1989; pp. 183–187; Srulovicz & Goldstein, 1983).
  - Duração do período ou coincidência com o disparo neural: coincidência com a duração do disparo neural periódico, resultante do estímulo feito por duas ou mais ondas: números inteiros maiores criam períodos maiores ou menos coincidência entre o disparo neural e, portanto, disssonância (Patternson, 1986; Boomsliter & Creel, 1961; Meyer, 1898; Roederer, 1973, p. 145-149). Tons puros estimulam o cérebro (disparo neural), que responde exatamente com o mesmo período ou com múltiplos do período do tom puro produzido.
- Dissonância também é definida como a quantidade de batimento sonoro entre dois harmônicos não comuns ou parciais (sobretons) (Helmholtz, 1877/1954). Terhardt (1984) chama isso de "dissonância sensorial". Segundo esta definição, a dissonância não depende apenas da qualidade do intervalo entre duas notas, mas dos harmônicos e, portanto, da qualidade  (timbre) dessas notas. A dissonância sensorial, isto é, a presença de batimento sonoro e/ou rudeza no som, é associada à inabilidade do ouvido interno resolver plenamente os componentes espectrais com padrões de excitação que se sobreponham às bandas críticas.

A cadência homofônica (harmônica), a cadência autêntica, que vai da dominante para a tônica (D-T, V-I or V7-I), é em parte criada pelo trítono dissonante que, por sua vez, é criado pela sétima, também dissonante, no acorde de sétima dominante que precede à tônica.